# كريستيان فريدريش ويت
كريستيان فريدريش ويت (بالألمانية: Christian Friedrich Witt)‏ هو ملحن ألماني، ولد في 1660 في آلتنبورغ في ألمانيا، وتوفي في 13 أبريل 1716 في غوتا في ألمانيا.

## وصلات خارجية
- كريستيان فريدريش ويت على موقع ميوزك برينز (الإنجليزية)
- كريستيان فريدريش ويت على موقع ديسكوغز (الإنجليزية)